# Calocheirus mirus
Espèce
Calocheirus mirus est une espèce de pseudoscorpions de la famille des Hesperolpiidae.

## Distribution
Cette espèce se rencontre en Espagne aux îles Canaries à La Gomera et Fuerteventura et au Portugal à Madère aux îles Desertas,.

## Publication originale
- Mahnert, 1986 : Une nouvelle espèce du genre Tyrannochthonius Chamb. des îles Canaries, avec remarques sur les genres Apolpiolum Beier et Calocheirus Chamberlin (Arachnida, Pseudoscorpiones). Mémoires de la Société Royale Entomologique de Belgique, vol. 33, p. 143-153 (texte intégral).